# Adama Niane
Adama Niane (Paris, 23 de agosto de 1966 — Paris, 28 de janeiro de 2023) foi um ator francês que ganhou notoriedade por interpretar Sébastien Sangha na série Plus belle la vie (Viva mais bonita).